# Zlocutea, Bor
Zlocutea (sau Zlocuchea; sârbă Александровац, cu alfabetul latin: Aleksandrovac; bulgară Злокукя) este un sat în Comuna Negotin, Districtul Bor, Serbia Centrală, Serbia. Localitatea, populată majoritar de români timoceni, a intrat în componența Serbiei abia în 1919 în urma tratatului de la Neuilly sur Seine, fiind o parte a regiunii pe care bulgarii o denumeau Timoshko. În anul 1937 Cristea Sandu-Timoc, un român originar din acest sat, încearcă să înființeze aici o școală cu predare în limba română, însă autoritățile sârbești refuză să aprobe înființarea unei asemenea instituții. Între 1941 și 1944 localitatea a revenit în componența Bulgariei. La recensământul sârbesc din 2002 au fost numărați aici 588 locuitori.

## Personalități
- Cristea Sandu Timoc ( și ), scriitor și istoric român.